# Eurycea chisholmensis
Espèce
Statut de conservation UICN

 VU D2 : Vulnérable
Eurycea chisholmensis est une espèce d'urodèles de la famille des Plethodontidae.

## Répartition
Cette espèce est endémique du centre du Texas aux États-Unis. Elle se rencontre dans le comté de Bell.

## Description
Les sept spécimens étudiés par Chippindale, Price, Wiens et Hillis en 2000 mesurent en moyenne 57,51 mm de longueur totale dont 32,93 mm de longueur standard et 24,58 mm de queue.

## Étymologie
Son nom d'espèce, composé de chisholm et du suffixe latin -ensis, « qui vit dans, qui habite », lui a été donné en référence au lieu de sa découverte, la piste Chisholm. En effet la localité type, Salado, était une étape importante sur cette piste à cause de ses sources claires et propres.

## Publication originale
- Chippindale, Price, Wiens & Hillis, 2000 : Phylogenetic relationships and systematic revision of central Texas hemidactyliine plethodontid salamanders. Herpetological Monographs, vol. 14, p. 1-81 (texte intégral).